# Johna Stewart-Bowden
Johna Nicole Stewart-Bowden (* 6. Mai 1979 in San Diego, Kalifornien als Johna Nicole Stewart) ist eine ehemalige US-amerikanische Schauspielerin, die nach ihren Anfängen als Kinderdarstellerin in den 1980er Jahren vor allem in den 1990er Jahren als Schauspielerin in Erscheinung trat. Früh in ihrer Karriere war sie auch als Synchronsprecherin tätig.

## Leben und Karriere
Johna Stewart-Bowden wurde am 6. Mai 1979 in der kalifornischen Küstenstadt San Diego als Johna Nicole Stewart geboren. Ihren ersten nennenswerten Auftritt hatte sie als damals Vier- bzw. Fünfjährige in der Komödie Triple Trouble von Regisseur Charles Shyer, in der unter anderem auch die noch junge Drew Barrymore mitwirkte. Im Jahr darauf war sie als Synchronsprecherin an der ersten Episode (Die Schöpfung) der Serie Abenteuer aus der Bibel beteiligt. Danach vergingen einige Jahre ohne nennenswerte und wesentliche Arbeiten, ehe sie ab 1991 regelmäßige Auftritte in Film und Fernsehen zu verzeichnen hatte. So war sie in diesem Jahr im Fernsehfilm Das Gesetz der Angst als Erin Fisher, der Tochter von Jerry Fisher (gespielt von Casey Sander), zu sehen. 1992 übernahm sie die Rolle der Sally Anne Welfelt, einer der Fußballspielerinnen in Monty – Immer hart am Ball, wofür sie im darauffolgenden Jahr bei den Young Artist Awards 1993 zusammen mit Jonathan Brandis, Vinessa Shaw, Crystal Cooke, Jennifer Frances Lee, Vanessa Monique Rossel und Jandi Swanson für einen Young Artist Award in der Kategorie „Beste Besetzung in einem Spielfilm“ nominiert wurde, sich in dieser Kategorie jedoch gegen den Cast von Hook geschlagen geben musste.
Ebenfalls im Jahre 1992 wirkte sie als Synchronstimme an der zweiten Staffel der Zeichentrickserie Zurück in die Zukunft mit. Nach ersten Erfolgen in den frühen 1990er Jahren nahm ihre Bekanntheit und Reichweite in den nachfolgenden Jahren immer mehr zu. So trat sie in diversen weiteren international ausgestrahlten Produktionen auf und war unter anderem im Jahre 1994 im Fernsehfilm Hilflos ausgeliefert und einer Episode der ABC-Sitcom Das Leben und Ich zu sehen. Darüber hinaus übernahm sie in diesem Jahr die weibliche Hauptrolle in der nur kurzlebigen Fernsehserie Turbocharged Thunderbirds, in der sie bis 1995 in allen 13 Episoden in Erscheinung trat. Nach einem Auftritt als Julia im Fantasyfilm Galgameth – Das Ungeheuer des Prinzen von Regisseur Sean McNamara im Jahre 1996 sah man sie ab diesem Jahr auch regelmäßig als eine der Nebendarstellerinnen in Pacific Blue – Die Strandpolizei. Bis 1998 mimte sie darin in sechs Episoden den Charakter Jessie Palermo. Des Weiteren war sie 1996 in der Rolle der Lumina in Videosequenzen des Videospiels The Adventures of Pinocchio (Full Motion Video) zu sehen.
Eine weitere nicht unwesentliche Filmrolle hatte sie daraufhin 1997 in Address Unknown von Regisseur Shawn Levy. Darin spielte sie an der Seite von Kyle Howard, der den Charakter Matt Kester mimte, die weibliche Hauptrolle der Tarra Janes. In der deutschsprachigen Synchronfassung des Films wurde ihr von Andrea Wick die Stimme geliehen. Ebenfalls 1997 sah man sie in drei aufeinanderfolgenden Episoden der Erfolgsserie Beverly Hills, 90210 als jugendliche Prostituierte Erica McKay/Erica Steele. Ebendiesen Charakter spielte einige Jahre zuvor bereits Noley Thornton, die jedoch eine jüngere Version des Charakters mimte. Ihre deutsche Stimme in der Serie war Anna Carlsson. Am 19. Januar 1997 heiratete sie in Las Vegas Scott Donald Bowden und trat fortan mit dem Doppelnamen als Johna Stewart-Bowden in Erscheinung. Nachdem im nachfolgenden Jahr 1998 auch ihre Zeit bei Pacific Blue – Die Strandpolizei nach sechs Episoden vorbei war, trat sie in diesem Jahr noch im Pilotfilm zu Der junge Hercules auf; in der eigentlichen Serie, in der unter anderem auch der Schauspieler der Haupt- und Titelrolle durch einen anderen (Ian Bohen durch Ryan Gosling) ersetzt wurde, trat Stewart daraufhin nicht mehr in Erscheinung. In der deutschsprachigen Synchronfassung des Pilotfilms war Ulrike Stürzbecher die Stimme von Yvenna (so der Name des von ihr dargestellten Charakters). Mit der Rolle der Sandra in Love Boat: The Next Wave im Jahre 1999 hatte Johna Stewart ihren letzten namhaften Auftritt und zog sich in weiterer Folge weitestgehend aus dem Film- und Fernsehgeschäft zurück. 1998 hatte sie noch an der Seite von Johnny Depp und Rance Howard einen Auftritt in Fear and Loathing in Las Vegas; die Szene wurde jedoch während der Postproduktion aus dem endgültigen Film geschnitten.
In den Jahren danach trat sie unter anderem als Singer-Songwriter in Erscheinung, hatte damit jedoch nur mäßigen Erfolg.
Die Mutter zweier Töchter lebt heute (Stand: 2020) noch immer in Kalifornien und vertreibt von hier unter dem Namen The Hollywood Hippie über Etsy ätherische Ölmischungen und mit ätherischem Öl behandelten Schmuck. Nebenbei versucht sie sich auch als Designerin und wirbt für Marihuana.

## Filmografie (Auswahl)
Filmauftritte (auch Kurzauftritte)
- 1984: Triple Trouble (Irreconcilable Differences)
- 1991: Das Gesetz der Angst (Don’t Touch My Daughter)
- 1992: Monty – Immer hart am Ball (Ladybugs)
- 1994: Hilflos ausgeliefert (Murder or Memory?: A Moment of Truth Movie)
- 1996: Galgameth – Das Ungeheuer des Prinzen (Galgameth)
- 1996: The Adventures of Pinocchio (Videosequenzen in Videospiel (Full Motion Video))
- 1997: Address Unknown

Serienauftritte (auch Gast- und Kurzauftritte)
- 1994: Das Leben und Ich (Boy Meets World) (1 Episode)
- 1994–1995: Turbocharged Thunderbirds (alle 13 Episoden)
- 1996–1998: Pacific Blue – Die Strandpolizei (Pacific Blue) (6 Episoden)
- 1997: Beverly Hills, 90210 (3 Episoden)
- 1998: Der junge Hercules (Young Hercules) (Pilotfilm zur Serie)
- 1999: Love Boat: The Next Wave (1 Episode)

## Synchrontätigkeiten (Auswahl)
- 1985: Abenteuer aus der Bibel (The Greatest Adventure: Stories from the Bible) (Fernsehserie; 1 Episode)
- 1992: Zurück in die Zukunft (Back To the Future) (Fernsehserie; 13 Episoden)

## Nominierung
- 1993: Young Artist Award in der Kategorie „Beste Besetzung in einem Spielfilm“ für ihre Rolle der Sally Anne Welfelt in Monty – Immer hart am Ball zusammen mit Jonathan Brandis, Vinessa Shaw, Crystal Cooke, Jennifer Frances Lee, Vanessa Monique Rossel und Jandi Swanson